# Хотел Европа (Ниш)
Хотел „Европа” познат и као кафана „Европа”  био је један од малобројних хотела у централном језгру Ниша с краја 19. и у првим деценијама 20. века, који је после Другог светског рата, након што је једно време био биоскоп срушен. Хотел ће остати запамћен по томе што је у њему, за време ручка, Никола Пашић, тадашњи председник српске владе, примио телеграм о објави рата Србији од стране Аустроугарске.

## Историја
После ослобођења Ниша од Османлија 1878. године град је ушао у састав Кнежевине Србије и доста брзо почео да мења свој лик. Почиње нови, богатији и интензивнији живот Ниша. Старе српске куће са доксатима, ћепенке и тесне сокаке замењују нова здања и широке улице. Само годину дана после ослобођења град добија гимназију, прву средњу школу, војну болницу, а годину дана касније учитељску школу и нове хотеле. 
Хотел „Европа” као једноспратна грађевина, са великом летњом баштом изграђена је 1879. године, само годину дана по ослобођењу Ниша од Османлијског царства Налазио се у централном делу града у улици Вожда Карађорђа, данас, на углу улица Страхињића Бана и Вожда Карађорђа, преко пута хотела Екселент. Од 1881. године  хотел је водио познати кафеџија из Војводине Луј Рупшић. 

### Хотел као покретач културе у Нишу
Хотел је био најлепша спратна грађевина у Нишу, грађена под утицајем западног академизма, са 18 соба, два салона, великом летњом баштом и коњушницом за смештај коња и кола. Хотел је служио и за друге намене, јер тек ослобођени град Ниш није имао овако велелепан простор, за културне и друге манифестације. Тако ће захваљујући овом хотелу Ниш у њему начинити прве кораке према културним вредностима, пословне и културне иницијативе, које су граду дале значајне плодове и оснажиле младе људе за одлучујуће кораке према новим вредностима, европске културе и обогати оно што се догађа у граду који почиње да „дише пуним плућима” након вишевековног ропства под Османлијама.
Хотел „Европа” је било и стециште прича и полемика о дневно-политичким и другим догађајима у Нишу али и на Балкану и у Европи. А те полемике су биле све до маестрално фиксираних поенти:  нпр. да ли су српске новине турске, јер све лоше пишу о краљу Милану, а турске, доскорашњег непријатеља, високо уздижу госта у Истанбулу.
Прва ликовна изложба у Нишу
Прву изложбу у овом граду имао је у хотелу „Европа”  њен суграђанин, Боривоје Стевановић (1878 —1976) који је био:
Један је од најстаријих и најистакнутијих уметника прве генерације савремених сликара која се појавила почетком 20. века. Био је ученик прве сликарске школе у Београду отворене давне 1895. године. Прву самосталну изложбу у Нишу приредио је 1898. године у тадашњем хотелу „Европа“ а то је уједно и била прва сликарска изложба организована у граду. Он је уједно и први уметник из Ниша који је 1968. године постао редовни члан Српске академије наука и уметности.
Позоришне представе
Нишко позориште „Синђелић“ је у „Европи“ 24. јуна 1893. премијерно извело представу „Љубав све може“.  Следила ја затим по први пут драматизована, „Ивкова слава” која је приказана је у хотелу „Европа” 1896. године. Забележено је да је представу, у кафани „Европа”, пратио и сам Калча (главни јунак представе). Овај популарни Сремчев јунак причао је касније за „Ивкову славу” и своју „улогу” у њој ово:
„Ама, знаја сам га ја то куче да ће напра’и некочудо, зашто све к’да ће да дође при мен’, он ће извадиједну ’артишку, па што му год ја рекнем, он га запише.Ако је записуваја, ништа се не арчи, мош да му требаше ̕за чкољу, к’ко на прифисура у Зелену гимназију. Амазашто после да изврћа, изврнуја се наопачки, зашто нетури у књигу оно што сам му ја казуваја, него л’гаја,л’гаја – дори до Стамбол! А знам га, калеша, к’д дође уНиш: обукаја једно капуче т’нацко, једне краткепанталонке – личеше на рибу вретенарку. Први пут изчкољу испрати га г’сн министар па у Ниш. У џенем да јескршија шију по убаво би било. Парку није имаја, па свеидеше с’с Миту Божића ћатиб башију у нишки суд. Онга ’ранеше, па му даваше за тутун, он све. Тај Митабеше много добар човек. Трепкаше с очи к’ко сврака најуговину и уз сваку реч ће напра’и: хм., хм., тој што мувикамо: поврћа глас к’ко пет’л. А на кога се изметнајаСремац – не могу да уфаћам.ˮ
Приказивање „Ивкове славе” претворило се тако у догађај о коме се потом причало и препричавало. Изузетно интересовање изазвао је Калчин дијалог са глумцима, посебно Илијом Станојевићем Чичом који је тумачио његов лик. Као што се могло претпоставити, кафана „Европа” била је крцата, мада улазнице нису биле ни мало јефтине: за оно време – дванаест и по гроша, за те паре морало је да се ради пуна три дана.
У „Европи“ су се играли и други Сремчеви комади са тематиком из нишког живота, што је за нишлије био изузетан догађај.
Пренос концерата телефоном
Из ове кафане новембра 1894. године, преко дворске телефонске линије за везу између дворова у Београду и Нишу,  вршен је директни пренос телефоном концерта Певачког друштва „Бранко“, за слушаоце у београдском „Коларцу“, а из београдске пивнице „Коларц“ је преношен концерт хора „Станковић“. Сале у Београду и Нишу су за оно време посебно припремљене. Звук се примао преко великих труба које су биле на плафонима, а публици су на располагању биле слушалице. Штампане су и посебне, пригодне дописнице, уступљене ПТТ удружењу.
Други значајни скупови
У њој су одржавани и многи политички скупови, концерти, позоришне и биоскопске представе. Нишко позориште „Синђелић“ је у „Европи“ 24. јуна 1893. премијерно извело представу „Љубав све може“. Пре тога је Певачко друштво „Бранко“ отпевало неколико песама, а позоришни оркестар је одржао променадни концерт на улици.
Био је то један од угледнијих хотела у Нишу, првих неколико деценија постојања с краја 19. и у првој половини 20. века, о чему говори и чињеница да су у њему одседали и обедовали, за време Великог рата, када је ниш био престоница Краљевине Србије, председник владе, министри и дипломатски кор са породицама.
Хотел је пре него што је порушен од 1879 до 1958. године више пута је преправљан и дозидаван.

### Хотел после Другог светског рата
После Другог светског рата извесно време у њему је радио биоскоп прво под називом „Кино Европа“, а потом „Кино Јастребац“. Биоскоп је у свом саставу имао и летњи биоскоп у башти некадашњег хотела. Порушен је 1958. као биоскоп у склопу новог просторног плана Ниша и захтева за проширења Главне нишке поште. На месту „Европе” данас се налази ново здање управа нишке поште.
Нишлије ни на који начин нису пригодно обележиле део историје и градског сећања, везано за овај хотел, и догађаје у њему. Изузем мале једва уочљиве табле на згради нове поште.

## Догађај из 1914. по коме ће хотел постати познат
У кафани хотела „Европа”, за време Великог рата, 1914. и 1915. године, у време ручка окупљао се цео дипломатски кор са министрима српске владе која је привремено заседала у Нишу. 
Дана 28. јула око поднева Никола Пашић је у башти хотела седео са супругом Ђурђином и кћерима Даром и Павом, за засебним столом и ручао. Убрзо је следио догађај који ће узнемирити целу Србију и по коме ће хотел „Европа”, иако данас срушен, остати запамћен за сва времена. Ево како је тај догађај описао у својим „Балканским успоменама”, Василиј Николајевич Штрандман, у том периоду амбасадор Русије у Краљевини Србији: 
| „ | Око два сата, кроз капију ресторанске баште, према којој сам седео лицем, ушао је поштар и, пошто је пришао Пашићу, извадио је из торбе телеграма. Пашић га је узео, прочитао садржај, прекрстио се и пружио га мени. У телеграму је Гроф Бертолд јављао из Беча да је; „Аустроугарска влада, недобивши одговор од Србије на своју ноту од 23. јула, принуђена да штити своје интересе и од сада се налази у ратном стању, са Србијом”. Не говорећи суседима ни речи, Вратио сам телеграм Пашићу и пошао у Чахотинов стан да без одлагања пошаљем телеграм свом Министру. | ” |